# Hortensjusz (dialog)

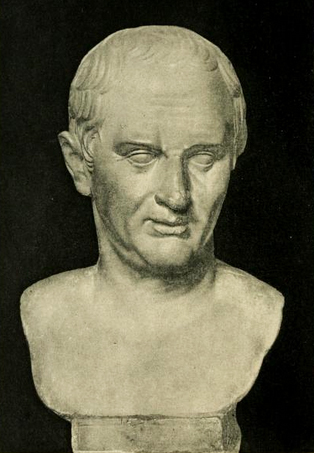
Popiersie Cycerona w wieku około 60 lat, w którym pisał Hortensjusza. Prawdopodobnie wykonane w I wieku. Muzeum Prado w Madrycie.

Hortensjusz lub Hortenzjusz (łac. Hortensius) – zaginiony dialog filozoficzny autorstwa Marka Tulliusza Cycerona, napisany w roku 45 przed Chrystusem, który omawiał zagadnienie, czy filozofia jest w ogóle potrzebna i miał być zachętą do studiów filozoficznych. Ujęty w piękną formę literacką, którą zachwycał się jeszcze św. Augustyn, nie zachował się do naszych czasów. Dość duża liczba zaczerpniętych z Hortensjusza cytatów u autorów starożytnych pozwoliła badaczom do pewnego stopnia zrekonstruować jego treść.

## Okoliczności i czas powstania
W lutym 45 roku w połogu zmarła ukochana córka Cycerona Tullia. Na czas żałoby Arpinata schronił się w swojej posiadłości w Tuskulum, w której żył samotnie i skąd rzadko wyjeżdżał. W tej samotności – zwierzył się swojemu przyjacielowi Attykowi – nie mam z kim porozmawiać. Rankiem zapuszczam się w gęsty i cienisty las, który opuszczam dopiero wieczorem. Poza tobą nic mi nie jest tak drogie jak samotność. W samotności rozmawiam z książkami i tylko płacz mnie od nich odrywa. Wstrzymuję się, jak mogę, lecz ból jest silniejszy.
Zagłębiając się w lekturę rozpraw o cierpieniu, Cyceron przeczytał traktat filozofa Krantora O boleści i na nim oparł się pisząc w lutym Consolatio („Pocieszenie”). Następnie rozpoczął pracę nad Hortensjuszem, w którym rozwijał twierdzenia zawarte w Pocieszeniu. W ukończonych 13 maja Rozprawach Akademickich znalazła się wyraźna aluzja do Hortensjusza, w związku z tym większość badaczy uważa, że dialog został napisany pomiędzy zakończeniem pracy nad Pocieszeniem a rozpoczęciem Rozpraw Akademickich, najprawdopodobniej w marcu 45 roku.

## Źródła
Praca miała być zachętą (adhortatio) do studiów filozoficznych. Naśladowała w formie protreptyki pisane przez filozofów greckich. Cyceron oparł się przede wszystkim na protreptyku Arystotelesa. Ponieważ w dialogu pojawiają się również elementy charakterystyczne dla filozofii stoickiej, część uczonych uważa, że obok Arystotelesa korzystał Cyceron również z protreptyku Posejdoniosa. Zdaniem autora Hortensjusza, jeśli zachęta do studiów filozoficznych konieczna była Grekom, to tym bardziej potrzebowali jej praktyczni, stroniący od teoretyzowania Rzymianie.

## Miejsce i czas akcji
Miejscem akcji uczynił Cyceron willę Lucjusza Licyniusza Lukullusa, która prawdopodobnie znajdowała się w Tuskulum. Wobec tego, że zmarły w roku 60 Kwintus Lutacjusz Katulus wspominał w Hortensjuszu mowę w obronie Korneliusza (Pro Cornelio), wygłoszoną przez Cycerona w roku 65, badacze przyjmują, że akcja dialogu toczyła się pomiędzy 65 a 60 rokiem. 
W dyskusji wzięli udział Lucjusz Licyniusz Lukullus, Cyceron, Hortensjusz i Kwintus Lutacjusz Katulus. Autor scharakteryzował uczestników dialogu i każdemu z nich przydzielił odpowiadającą mu rolę, a ich wywody ilustrował przykładami zaczerpniętymi z ówczesnej rzeczywistości rzymskiej.

## Zawartość
Rozmowa rozpoczęła się od wyrażenia podziwu ze strony gości dla przepięknej willi Lukullusa i znajdującej się tam biblioteki. Przeglądając książki rozprawiano o tym, które z nich mają największe znaczenie. Gospodarz opowiadał się za historiografią i zachęcał Cycerona, by podjął działalność pisarską na tym polu. Z kolei Hortensjusz chwalił książki retoryczne i osiągnięcia sztuki krasomówczej. Przeciwko temu zaoponował Katulus, dla którego najważniejsze były książki filozoficzne. Stwierdził, że woli jedną małą książeczkę poświęconą zagadnieniom filozoficznym niż długą przemowę. 
Zaatakowany przez Katulusa Hortensjusz skrytykował potrzebę i zasadność studiów filozoficznych. Jego zdaniem ludzie przez wieki doskonale radzili sobie posługując się zwykłą mądrością i zdrowym rozsądkiem, które istniały na długo przed narodzinami filozofii. Wskazał na sprzeczne sądy wygłaszane przez rozmaitych filozofów, a także na rozbieżność pomiędzy ich życiem a poglądami. Naśmiewał się też z dialektyki i teologii, by na koniec stwierdzić, że filozofia nie ma żadnego znaczenia praktycznego. 
Przeciwko wywodom Hortensjusza zaprotestował Cyceron, według którego filozofia istniała od dawien dawna i jej to zawdzięcza ludzkość powstanie państw i społeczeństw. Jego zdaniem życie prawdziwych filozofów było zawsze zgodne z ich poglądami. Atak Hortensjusza na filozofię nazwał właśnie filozofowaniem, gdyż zadaniem filozofa jest rozprawiać nad tym, co należy w życiu robić, a czego nie należy. Według Cycerona większość ludzi błędnie upatrywała szczęścia w dobrach zewnętrznych (rozkoszy, bogactwie, zaspokojeniu ambicji), podczas gdy mogła im je zapewnić wyłącznie filozofia. To bowiem filozofia uczy człowieka cnoty, doskonali go moralnie i prowadzi do szczęścia. Szczęściem człowieka jest poszukiwanie prawdy; ona jest bowiem celem, poza który nie może się człowiek posunąć. Kto więc mniej usilniej niż należy szuka prawdy, nie dochodzi do celu, jaki jest człowiekowi przeznaczony; kto zaś w granicach możliwości i powinności ludzkiej dąży do osiągnięcia prawdy, ten, chociażby jej nie znalazł, jest szczęśliwy. 
Cyceron zakończył wypowiedź i cały dialog twierdzeniem, że pełna znajomość prawdy jest przywilejem bogów i duszy ludzkiej po śmierci. Jednakże jeszcze za życia możemy zbliżyć się do tego ideału, gdyż samo poszukiwanie prawdy zapewnia szczęście – nawet gdyby się okazało, że życie pozagrobowe nie istnieje.

## Znaczenie
Cyceron bronił w Hortensjuszu wartości filozofowania, ponieważ praktyczni Rzymianie skłonni byli uznać za bardziej pożyteczne inne czynności intelektualne. Nie wymagały takiej obrony retoryka czy historiografia, które uważano za użyteczne w życiu publicznym. O ile w Consolatio Cyceron podkreślił znacznie filozofii w najtrudniejszych chwilach, w Hortensjuszu twierdził, że można ją stosować podczas całego życia, gdyż nadaje mu sens, poucza i pociesza. 
Po raz trzeci w swojej twórczości (poprzednio w Śnie Scypiona i Pocieszeniu) Cyceron wyraził przekonanie, że człowiek jest istotą złożoną z duszy i ciała. Jak obrazowo wyraził to w Hortensjuszu, dusza została uwięziona w ciele niczym człowiek schwytany przez etruskich rozbójników i uśmiercany z wyszukanym okrucieństwem – przywiązywano go do trupa, tak aby gnił z nim razem. To zrozumiałe dla Rzymian porównanie miało podkreślić, że dusze zespolone są z ciałami tak jak owi jeńcy z trupami. Jedynie filozofia może więc przynieść człowiekowi wyzwolenie – twierdził Cyceron.

## Recepcja

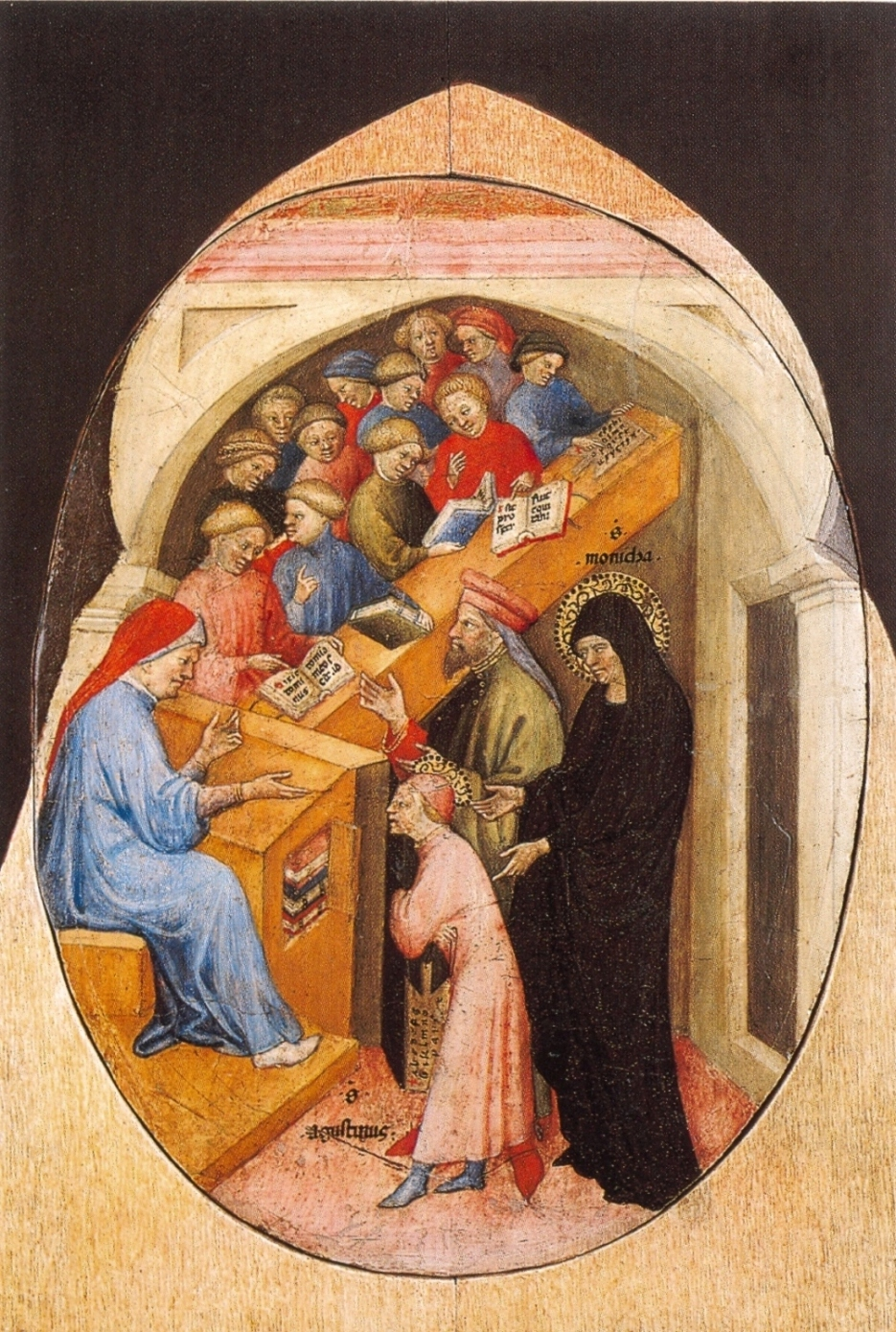
Św. Augustyn przyprowadzony do szkoły przez św. Monikę. Na ławie leżą dzieła Cycerona, między nimi Hortensjusz, dzięki któremu Augustyn zwróci się ku Bogu. XV-wieczna tempera na desce Nicolo di Pietro. Pinacoteca, Muzea Watykańskie.

Hortensjusz cieszył się w starożytności wielkim poważaniem i uważany był za jedno z najważniejszych dzieł Cycerona. Znany był jeszcze w VI wieku, później jego rękopisy zaginęły. Omawiało go i cytowało wielu autorów. Zachowały się cytaty u Marcjana Kapelli, Trebelliusa Pollio, Laktancjusza, św. Augustyna, Serwiusza, Noniusza Marcellusa, Pryscjana i w szkolnych komentarzach do dzieł Cycerona.
Św. Augustyn datował swoje nawrócenie i zwrot ku Bogu od lektury Hortensjusza. W Wyznaniach wspominał: w zwyczajnym porządku studiów natrafiłem wówczas na jedną z książek autora imieniem Cycero, którego styl podziwiają wszyscy bardzo, a jego ducha – już nie tak. Książka ta zawiera zachętę do filozofii, a nosi tytuł „Hortensjusz”. To właśnie ona zmieniła uczucia moje i ku Tobie, Panie, zwróciła moje modlitwy, i nowe, odmienne wzbudziła we mnie życzenia i pragnienia. Przed mymi oczyma zmarniały nagle wszystkie ambicje światowe. Niewiarogodnym wprost żarem serca zacząłem tęsknić do nieśmiertelności, jaką daje mądrość. I już się zacząłem podnosić, aby do Ciebie wrócić. Nie do kształcenia stylu (chociaż na taki właśnie cel łożyła środki materialne moja matka w owym dziewiętnastym roku mego życia, gdy ojciec już od dwóch lat nie żył) – nie do kształcenia stylu posługiwałem się tą książką. Wywarła na mnie wpływ nie stosowanym w niej sposobem mówienia, ale tym, co mówiła.
W roku 1559 Carolus Sigonius wydał w Wenecji zebrane przez siebie cytaty z Hortensjusza (Fragmenta Ciceronis). W Polsce kilka lat później podobne opracowanie przygotował Andrzej Patrycy Nidecki. Pierwsze krytyczne wydanie wszystkich odnalezionych cytatów, wraz z rekonstrukcją dzieła, było w 1909 roku dziełem niemieckiego filologa Carla Friedricha Wilhelma Müllera. Najnowsze wydanie fragmentów dialogu (M. Tulli Ciceronis Hortensius) opracował w 1962 roku włoski uczony Albertus Grilli. Według jego edycji zachowało się u starożytnych autorów 115 fragmentów Hortensjusza.

### Wydania fragmentów
- Marcus Tullius Cicero: M. Tullii Ciceronis Scripta quae manserunt omnia Pars IV, Vol. 3. Carl Friedrich Wilhelm Müller (ed.). Lipsk: Teubner, 1909, s. 312-327. (łac.).
- M. Tulli Ciceronis Hortensius. Albertus Grilli (ed.). Varese, Mediolan: Instituto Editoriale Cisalpino, 1962. (łac. • wł.).

### Tłumaczenie polskie fragmentów
- Hortensjusz. W: Marcus Tullius Cicero: Pisma filozoficzne. Tom czwarty. Wiktor Kornatowski (tł.). Warszawa: Państwowe Wydawnictwo Naukowe, 1963, s. 176-197.

### Literatura
- Kazimierz Leśniak: Hortensjusz (wstęp). W: Marcus Tullius Cicero: Pisma filozoficzne. Tom czwarty. Warszawa: Państwowe Wydawnictwo Naukowe, 1963, s. 173-175.
- Kazimierz Kumaniecki: Literatura rzymska. Okres Cyceroński. Warszawa: Państwowe Wydawnictwo Naukowe, 1977.
- Kazimierz Kumaniecki: Cyceron i jego współcześni. Warszawa: Czytelnik, 1989. ISBN 83-07-01455-7.
- Wilfried Stroh: Łacina umarła, niech żyje łacina! Mała historia wielkiego języka. Aleksandra Arnd (tł.), Elżbieta Wesołowska (wst.). Poznań: Wydawnictwo Poznańskiego Towarzystwa Przyjaciół Nauk, 2013. ISBN 978-83-7654-266-9.